# Football Club Chiasso 2010-2011
Questa voce raccoglie le informazioni riguardanti il Football Club Chiasso nelle competizioni ufficiali della stagione 2010-2011.

## Stagione
Nella stagione 2010-2011 il Chiasso, allenato da Raimondo Ponte, concluse il campionato di Challenge League al 7º posto. In Coppa Svizzera il Chiasso fu eliminato al secondo turno dal Neuchâtel Xamax.

## Rosa
| N. |                       | Ruolo | Calciatore         |
| -- | --------------------- | ----- | ------------------ |
| 1  | Svizzera (bandiera)   | P     | Pajtim Badalli     |
| 1  | Italia (bandiera)     | P     | Andrea Capelletti  |
| 3  | Svizzera (bandiera)   | D     | Massimo Immersi    |
| 5  | Svizzera (bandiera)   | D     | Daniele Russo      |
| 6  | Italia (bandiera)     | D     | Mirko Quaresima    |
| 7  | Brasile (bandiera)    | A     | Gaspar             |
| 8  | Svizzera (bandiera)   | D     | Mattia Croci-Torti |
| 9  | Croazia (bandiera)    | A     | Nikola Gaćeša      |
| 10 | Brasile (bandiera)    | C     | Ricardo Guara      |
| 11 | Slovacchia (bandiera) | C     | Almir Gegić        |
| 14 | Svizzera (bandiera)   | C     | Carlo Polli        |

| N. |                      | Ruolo | Calciatore       |
| -- | -------------------- | ----- | ---------------- |
| 15 | Svizzera (bandiera)  | C     | Sandro Reclari   |
| 16 | Italia (bandiera)    | C     | Luca Greco       |
| 16 | Svizzera (bandiera)  | C     | Michaël Perrier  |
| 17 | Svizzera (bandiera)  | C     | Matteo Arnaboldi |
| 19 | Svizzera (bandiera)  | C     | Feliciano Magro  |
| 20 | Italia (bandiera)    | C     | Daniel Carrara   |
| 21 | Svizzera (bandiera)  | D     | Marco Lodigiani  |
| 22 | Svizzera (bandiera)  | D     | Tito Tarchini    |
| 23 | Argentina (bandiera) | A     | Gastón Magnetti  |
| 25 | Italia (bandiera)    | C     | Andreas Becchio  |
| 25 | Nigeria (bandiera)   | A     | Ikechukwu Kalu   |

## Organigramma societario
Area tecnica
- Allenatore: Raimondo Ponte
- Allenatore in seconda:
- Preparatore dei portieri:
- Preparatori atletici:

## Calciomercato

### Sessione estiva
| Acquisti | Acquisti        | Acquisti      | Acquisti |
| R.       | Nome            | da            | Modalità |
| -------- | --------------- | ------------- | -------- |
| C        | Luca Greco      | Mendrisio     |          |
| A        | Ikechukwu Kalu  | Bellinzona    |          |
| C        | Michaël Perrier | Lugano        |          |
| C        | Carlo Polli     | Locarno       |          |
| A        | Renato Rocha    | Bavois        |          |
| D        | Tito Tarchini   | Yverdon       |          |
| D        | Kiliann Witschi | APEP Pitsilia |          |

| Cessioni | Cessioni         | Cessioni | Cessioni |
| R.       | Nome             | a        | Modalità |
| -------- | ---------------- | -------- | -------- |
| A        | Benjamin Fischer | Vaduz    |          |
| A        | Paulo Vogt       | Soletta  |          |

### Sessione invernale
| Acquisti | Acquisti      | Acquisti             | Acquisti |
| R.       | Nome          | da                   | Modalità |
| -------- | ------------- | -------------------- | -------- |
| A        | Gaspar        | Bellinzona           |          |
| A        | Nikola Gaćeša | Hrvatski Dragovoljac |          |

| Cessioni | Cessioni        | Cessioni  | Cessioni |
| R.       | Nome            | a         | Modalità |
| -------- | --------------- | --------- | -------- |
| D        | Kiliann Witschi | Karlsruhe |          |

## Risultati

### Challenge League

#### Andata
| Arbitro: | Gremaud |

|                                      |           |              |
| Senger 42’, 63’ Bašić 77’ Afonso 87’ | Marcatori | 17’ Tarchini |

| Arbitro: | Erlachner |

|              |           |                                |
| Tarchini 72’ | Marcatori | 20’, 35’ Rodriguez 90’ Hulmann |

| Arbitro: | Huwiler |

|  |           |                  |
|  | Marcatori | 55’ (rig.) Magro |

| Arbitro: | Pache |

|           |           |             |
| Russo 16’ | Marcatori | 62’ Stojkov |

| Arbitro: | Amhof |

|                             |           |              |
| Moser 18’ Mathys 26’ (rig.) | Marcatori | 12’ Tarchini |

| Arbitro: | Jancevski |

|  |           |                        |
|  | Marcatori | 63’ Magnetti 89’ Magro |

| Arbitro: | Klossner |

|               |           |             |
| Lodigiani 45’ | Marcatori | 16’ Schnorf |

| Arbitro: | Winter |

|  |           |                          |
|  | Marcatori | 2’ Magnetti 86’ Tarchini |

| Arbitro: | Graf |

|             |           |                       |
| Lezcano 56’ | Marcatori | 72’ Polli 73’ Carrara |

| Arbitro: | Huwiler |

|                     |           |             |
| Roux 62’ Silvio 65’ | Marcatori | 81’ Carrara |

| Arbitro: | Jaccottet |

|               |           |  |
| Burgmeier 47’ | Marcatori |  |

| Arbitro: | Hänni |

|                               |           |  |
| Magnetti 29’, 61’ Witschi 33’ | Marcatori |  |

| Arbitro: | Zimmermann |

|                    |           |              |
| Kalu 54’ Gegić 67’ | Marcatori | 71’ Schlauri |

| Arbitro: | Carrell |

|  |           |            |
|  | Marcatori | 89’ Gaspar |

| Arbitro: | Bertolini |

|                                          |           |             |
| Magnetti 25’, 90’ Kalu 55’ Quaresima 66’ | Marcatori | 79’ Ferrari |

#### Ritorno
| Arbitro: | Jaccottet |

|             |           |                       |
| Lenjani 60’ | Marcatori | 30’ Magro 90’ Reclari |

| Arbitro: | Winter |

|              |           |  |
| Magnetti 81’ | Marcatori |  |

| Arbitro: | Carrell |

|                          |           |          |
| Tarchini 4’ Magnetti 79’ | Marcatori | 8’ Schär |

| Aarau 14 marzo 2011, ore 20:10 CET 19ª giornata | Aarau      | 0 – 0 referto | Chiasso | Stadion Brügglifeld (2 300 spett.)\| Arbitro: \| Laperrière \| |
| Arbitro:                                        | Laperrière |               |         |                                                                |

| Arbitro: | Klossner |

|  |           |           |
|  | Marcatori | 89’ Sabia |

| Arbitro: | Pache |

|             |           |                     |
| Carrara 59’ | Marcatori | 38’ Rapp 62’ Sadiku |

| Arbitro: | Huwiler |

|            |           |            |
| Romero 17’ | Marcatori | 26’ Gaspar |

| Arbitro: | Amhof |

|  |           |                         |
|  | Marcatori | 34’ Baldo 64’ Fejzulahi |

| Arbitro: | Jancevski |

|            |           |                            |
| Gaspar 48’ | Marcatori | 26’ (rig.) Silvio 63’ Roux |

| Arbitro: | Pache |

|            |           |  |
| Bühler 15’ | Marcatori |  |

| Arbitro: | Erlachner |

|               |           |              |
| Kalu 47’, 67’ | Marcatori | 70’ Bouziane |

| Arbitro: | Jancevski |

|                               |           |  |
| Rodriguez 6’, 30’ Germann 34’ | Marcatori |  |

| Arbitro: | Dosari |

|           |           |                             |
| Magro 90’ | Marcatori | 57’ (rig.) Doudin 78’ Moser |

| Arbitro: | Erlachner |

|                                             |           |  |
| Karanović 39’ de Azevedo 45’ Vitkieviez 49’ | Marcatori |  |

| Chiasso 25 maggio 2011, ore 19:30 CEST 30ª giornata | Chiasso | 0 – 0 referto | Kriens | Stadio comunale Riva IV (500 spett.)\| Arbitro: \| San \| |
| Arbitro:                                            | San     |               |        |                                                           |

### Coppa Svizzera
| 18 settembre 2010, ore 15:00 CEST Primo turno | Chênois | 1 – 3 | Chiasso |  |

| 16 ottobre 2010, ore 19:30 CEST Secondo turno | Chiasso              | 0 – 0 | Neuchâtel Xamax |  |
| \| \| \| \| \| \| Tiri di rigore 3 – 4 \| \|  |                      |       |                 |  |
|                                               |                      |       |                 |  |
|                                               | Tiri di rigore 3 – 4 |       |                 |  |

## Statistiche

### Statistiche di squadra
| Competizione     | Punti | In casa | In casa | In casa | In casa | In casa | In casa | In trasferta | In trasferta | In trasferta | In trasferta | In trasferta | In trasferta | Totale | Totale | Totale | Totale | Totale | Totale | DR |
| Competizione     | Punti | G       | V       | N       | P       | Gf      | Gs      | G            | V            | N            | P            | Gf           | Gs           | G      | V      | N      | P      | Gf     | Gs     | DR |
| ---------------- | ----- | ------- | ------- | ------- | ------- | ------- | ------- | ------------ | ------------ | ------------ | ------------ | ------------ | ------------ | ------ | ------ | ------ | ------ | ------ | ------ | -- |
| Challenge League | 41    | 15      | 6       | 3       | 6       | 20      | 18      | 15           | 6            | 2            | 7            | 14           | 19           | 30     | 12     | 5      | 13     | 34     | 37     | -3 |
| Coppa Svizzera   | -     | 0       | 0       | 0       | 0       | 0       | 0       | 1            | 1            | 0            | 0            | 3            | 1            | 1      | 1      | 0      | 0      | 3      | 1      | +2 |
| Totale           | 41    | 15      | 6       | 3       | 6       | 20      | 18      | 16           | 7            | 2            | 7            | 17           | 20           | 31     | 13     | 5      | 13     | 37     | 38     | -1 |

### Andamento in campionato
| Giornata  | 1  | 2  | 3  | 4  | 5  | 6  | 7 | 8 | 9 | 10 | 11 | 12 | 13 | 14 | 15 | 16 | 17 | 18 | 19 | 20 | 21 | 22 | 23 | 24 | 25 | 26 | 27 | 28 | 29 | 30 |
| --------- | -- | -- | -- | -- | -- | -- | - | - | - | -- | -- | -- | -- | -- | -- | -- | -- | -- | -- | -- | -- | -- | -- | -- | -- | -- | -- | -- | -- | -- |
| Luogo     | T  | C  | T  | C  | T  | T  | C | T | T | T  | T  | C  | C  | T  | C  | T  | C  | C  | T  | C  | C  | T  | C  | C  | T  | C  | T  | C  | T  | C  |
| Risultato | P  | P  | V  | N  | P  | V  | N | V | V | P  | P  | V  | V  | V  | V  | V  | V  | V  | N  | P  | P  | N  | P  | P  | P  | V  | P  | P  | P  | N  |
| Posizione | 13 | 15 | 12 | 12 | 15 | 11 | 9 | 7 | 5 | 8  | 8  | 7  | 7  | 6  | 5  | 4  | 4  | 4  | 4  | 5  | 5  | 5  | 5  | 5  | 5  | 5  | 5  | 6  | 7  | 7  |

Legenda:

Luogo: C = Casa; T = Trasferta. Risultato: V = Vittoria; N = Pareggio; P = Sconfitta.

### Statistiche dei giocatori
| M. Arnaboldi   | 11 | 0 | 1  | 0 |
| P. Badalli     | 1  | 0 | 0  | 0 |
| A. Becchio     | 3  | 0 | 0  | 0 |
| A. Capelletti  | 30 | 0 | 1  | 0 |
| D. Carrara     | 24 | 3 | 11 | 0 |
| M. Croci-Torti | 24 | 0 | 4  | 0 |
| N. Gaćeša      | 0  | 0 | 0  | 0 |
| G. Gaspar      | 9  | 3 | 0  | 0 |
| A. Gegić       | 16 | 1 | 1  | 1 |
| L. Greco       | 9  | 0 | 2  | 0 |
| R. Guara       | 15 | 0 | 0  | 0 |
| M. Immersi     | 10 | 0 | 1  | 0 |
| I. Kalu        | 19 | 4 | 0  | 0 |
| M. Lodigiani   | 25 | 1 | 8  | 0 |
| G. Magnetti    | 25 | 8 | 3  | 0 |
| F. Magro       | 28 | 4 | 3  | 0 |
| M. Perrier     | 22 | 0 | 5  | 1 |
| C. Polli       | 23 | 1 | 4  | 0 |
| M. Quaresima   | 27 | 1 | 10 | 0 |
| S. Reclari     | 30 | 1 | 1  | 0 |
| R. Rocha       | 6  | 0 | 1  | 0 |
| D. Russo       | 24 | 1 | 9  | 0 |
| T. Tarchini    | 24 | 5 | 1  | 0 |
| K. Witschi     | 13 | 1 | 3  | 0 |